# Makin' Whoopee
Makin' Whoopee  è una canzone composta da Gus Kahn e Walter Donaldson nel 1928 e resa nota dal musical di Eddie Cantor intitolato appunto Whoopee!, in seguito il brano è divenuto uno standard jazz.

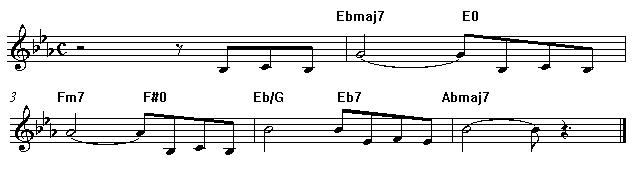
Le prime note del brano

## Il contenuto
Il titolo è un eufemismo che allude a rapporti nell'intimità sessuale, ed il contenuto della canzone è un "terribile avvertimento", soprattutto per gli uomini, infatti una volta che la luna di miele è finita, il matrimonio può diventare una trappola da cui non c'è scampo. E come dice la canzone That's what you get, folks (Questo è quello che si ottiene, gente).

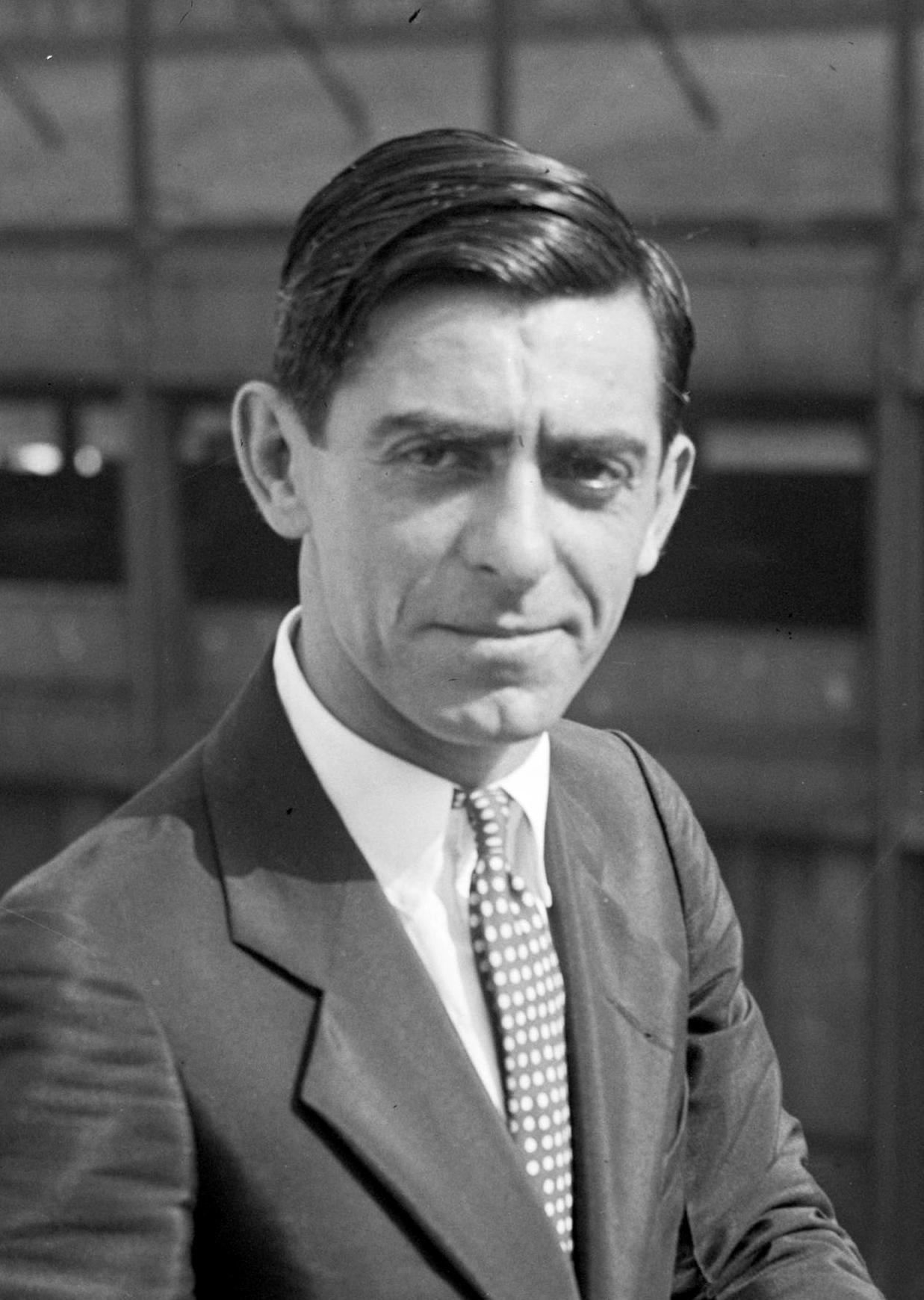
Eddie Cantor